# Apatity
Apatity (en russe : Апати́ты) est une ville de l'oblast de Mourmansk, en Russie. Avec une population de 53 847 habitants en 2021, elle est la deuxième ville de l'oblast.

## Géographie
Apatity est située dans la péninsule de Kola, entre le lac Imandra, le plus étendu de l'oblast, et le massif des Khibiny. Elle se trouve à 23 km à l'ouest de Kirovsk, à 156 km au sud de Mourmansk et à 1 333 km au nord de Moscou.

## Histoire
Apatity est fondée en 1929, d'abord comme gare ferroviaire. Son nom vient de l'apatite, minéral qui est une matière première pour la production d'engrais phosphatés et de phosphore. Elle se développe dans le cadre de la mise en exploitation des gisements d'apatite (phosphates) et de néphéline (minerai d'aluminium) des monts Khibiny. Elle accède au statut de commune urbaine en 1935. Elle absorbe la commune urbaine de Molodiojny (Молодёжный) et reçoit le statut de ville le 7 juillet 1966.

## Population
Recensements (*) ou estimations de la population
| 1939* | 1959*  | 1970*  | 1979*  | 1989*  | 2002*  | 2010*  | 2012   |
| ----- | ------ | ------ | ------ | ------ | ------ | ------ | ------ |
| 4 409 | 19 938 | 45 627 | 62 010 | 88 026 | 64 405 | 59 672 | 59 237 |

| 2013   | 2014   | 2015   | 2016   | 2017   | 2018   | 2019   | 2020   |
| ------ | ------ | ------ | ------ | ------ | ------ | ------ | ------ |
| 58 681 | 57 905 | 57 398 | 56 730 | 56 356 | 55 713 | 55 201 | 54 667 |

| 2021   | - | - | - | - | - | - | - |
| ------ | - | - | - | - | - | - | - |
| 53 847 | - | - | - | - | - | - | - |

## Éducation et enseignement
La ville dispose en 2010 de 28 jardins d'enfants, 10 écoles moyennes, un lycée, un orphelinat (qui accueille aussi des enfants sans soutien de leurs parents), un conservatoire, une station pour jeunes techniciens, un club sportif pour la jeunesse, une école sportive, une école musicale, et une école d'art pour la jeunesse.
L'enseignement supérieur est représenté par des unités décentralisées d'universités de grandes villes, qui ont ouvert à Apatity des filiales, ainsi de l'université de Saint-Pétersbourg, de l'université d'État de Saint-Pétersbourg d'Ingénierie et d'Économie, du collège de médecine de Kola, et de l'université technique d'État de Mourmansk.

## Cultes

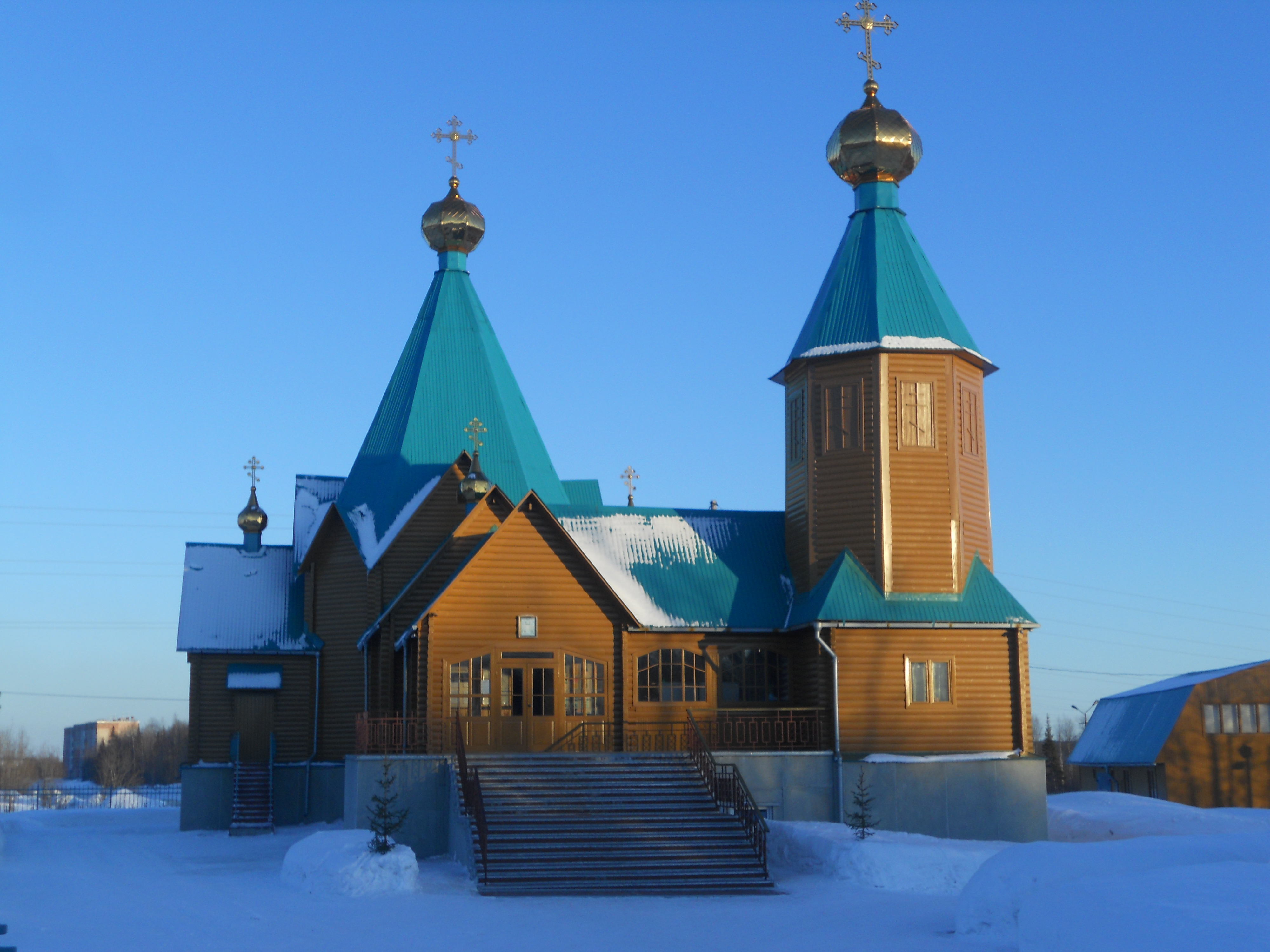
Église des Nouveaux-Martyrs-et-Confesseurs-Russes.

La majorité de la population appartient à l'Église orthodoxe russe et Apatity dispose de trois églises et d'une chapelle dépendant de l'éparchie de Mourmansk : l'église des Nouveaux-Martyrs-et-Confesseurs-Russes (2005-2007) dans le centre-ville rue Lénine, l'église de l'Icône-de-la-Mère-de-Dieu-d'Iversk (2013-2017) dans le quartier de Starye Apatity rue Kirov, l'église de la Dormition (1993-1997) dans le quartier excentré de Molodiojny rue Lesnaïa, et la chapelle du Bienheureux-Théodore.
Il existe aussi deux petites églises baptistes, l'une de l'union internationale des chrétiens baptistes évangéliques (obédience fondée en 1961 dans l'ancien espace soviétique) et l'autre de l'union des chrétiens baptistes évangéliques de Russie (obédience fondée en 1992).

## Jumelages
- Norvège: Alta[5]
- Finlande: Keminmaa[5]
- Suède: Boden[5]
- France: Mers-les-Bains[6]

## Personnalités
- Andreï Malakhov (1972) présentateur vedette de la télévision russe